# Distrikt Cosme
Der Distrikt Cosme liegt in der Provinz Churcampa in der Region Huancavelica im Südwesten von Zentral-Peru. Der Distrikt wurde am 7. Juni 2010 aus Teilen des Distrikts Anco gebildet. Er besitzt eine Fläche von 106 km². Beim Zensus 2017 wurden 3084 Einwohner gezählt. Sitz der Distriktverwaltung ist die 3465 m hoch gelegene Ortschaft Santa Clara de Cosme mit 975 Einwohnern. Santa Clara de Cosme befindet sich 35 km westnordwestlich der Provinzhauptstadt Churcampa.

## Geographische Lage
Der Distrikt Cosme liegt im äußersten Westen der Provinz Churcampa am Westrand der peruanischen Zentralkordillere. Der nach Südosten strömende Río Mantaro begrenzt den Distrikt im Westen und im Südwesten.
Der Distrikt Anco grenzt im Westen an den Distrikt Acoria (Provinz Huancavelica), im Nordwesten an den Distrikt Quichuas (Provinz Tayacaja), im Nordosten an die Distrikte Chinchihuasi und Paucarbamba, im Osten an den Distrikt Anco sowie im Südwesten an den Distrikt Andabamba (Provinz Acobamba).

## Ortschaften
Neben dem Hauptort gibt es folgende größere Ortschaften im Distrikt:
- Antacalla (261 Einwohner)
- Cotay (255 Einwohner)
- Pueblo Libre de Chilcapata (234 Einwohner)
- Santa Rosa de Llacua (258 Einwohner)